# SNTダイナミクス EST15K
SNTダイナミクス EST15Kは、韓国SNTダイナミクス社が開発・製造する重車両用オートマチックトランスミッション(前進6段、後進3段)であるであり、K2戦車第4次量産車及びアルタイ戦車用パワーパックとして採用されている。

## 概 要
K2戦車用パワーパックの一部として開発された重車両用トランスミッションであり、2025年7月末現在、トルコ製アルタイ戦車の初期ロット用T1用パワーパック及びK2戦車第4次量産車用パワーパックとして採用されている。
後述の通り、開発過程において様々な欠陥・不具合や採用過程における試験基準に悩まされ実用化が難航した上、開発当初は本トランスミッションのコンポーネントの多くをドイツからの輸入に頼っていたものの、ドイツからのパワーパック禁輸措置を受けるトルコへの輸出にあたって、輸出規制対象であったドイツ製部品である変速制御装置(TCU)、変速装置(Range Pack)、静油圧ステアリング装置(HSU)、流体減速機、制動装置など、海外輸入に依存した部品を100％完全国産化し、トルコ陸軍が実施するフィールドテストをパスする水準のトランスミッションとなっている

## 技術的特徴
代替対象であるRENK製HSWL 295TM オートマチックトランスミッションが「前進5段、後進5段」と比し、前進が1段増加している。
性能面については、K2戦車（55トン）に搭載した場合、アイドリングスタートの場合ではユーロパワーパック又は混合パワーパック装備は停止状態から時速32㎞までの加速時間は7.47秒、DV27Kディーゼルエンジン及びEST15Kトランスミッションの国産パワーパックを装備した場合の加速時間は約8.77秒となる。ストールスタートの場合は、前者で5.3秒、後者6.18秒となる。
基本仕様
- 対応エンジン総出力（グロス軸出力） 1,500hp～1,650hp
- 最大回転数 1,800～3,200rpm
- 対応車両重量　～65トン
- トルクコンバーター…Single Stage, 3-Element, Multiphase、ストールトルク比 2.3 : 1
- 前進6速、後退3速
- ステアリング…無段階
- ブレーキ…リターダ及び乾式ディスクブレーキ
- 乾燥重量2,500kg
- 対応エンジン DV27K / MT883 Ka-501

## 試験基準にまつわる問題
本トランスミッションは耐久性能評価基準として「製造から退役まで一度も故障しない」寿命周期期間の連続作戦運用を想定した320時間9600kmの無整備・無故障連続走行を課せられている一方、ドイツ製パワーパックに対しては試験条件の緩和や一部免除が適用されるなど、試験基準には妥当性が無く不合理であるという批判が根強く存在していた。
加えて、トルコにおいてK2戦車より10トン重いアルタイ実車に搭載し3800kmのクロスカントリー連続走行試験に合格して正式採用されるとさらにこの基準は問題視されたものの、兵器開発を担当する公務員が開発途中で性能評価基準を変更した場合、即座にメーカーとの汚職を疑われ直ちに監査と汚職調査対象となるため、評価基準に合理性が無いと理解しつつも誰も試験基準を変更できない状況が継続していた。
このため、韓国政府主導により2025年5月に韓国防衛事業法を改正、第46条の5第2項「高度な技術水準を要求する研究開発契約として誠実に履行しても目的達成が難しいと認められる場合」に基準を変更できるとする条文を追加する事により、本トランスミッションに課せられていた不合理的な基準を変更、採用する事が可能となった。

## 開発史
1995年、韓国国防科学研究所（ADD）は、次期戦車開発事業である「XK2」事業開始を発表、当初韓国は1500馬力級のドイツ製ユーロパワーパックを搭載し、自動装填装置付120mm砲を搭載、複合装甲装備で先進センサー群を装備した第3.5世代戦車として開発、2011年に実戦配備し680両を生産する予定で計画を開始した。
2005年、K2の開発に当たって韓国国防部は、海外企業のパワーパックを装着する場合、輸出時に輸出承認(E/L)を別途取得する必要があり、またライセンス料を支払わなければならない事から、K2戦車のパワーパックを国産化する事を決定、これについて防衛事業庁は国内多数のメーカーから海外からの技術協力を得てパワーパックを開発する提案書を取得したが、最終的にエンジン開発業者に斗山インフラコア、トランスミッション開発業者にSNTダイナミクスを選定した。開発期間は5年であり、2010年までに完成品を納品する計画とした。
2007年7月24日、ADDは斗山インフラコアと共同開発した次期戦車用DV27Kエンジンを公開、デモンストレーションを実施し、エンジン回転数2700rpm、エンジン最大出力1500馬力を立証した。2010年からの車両搭載を目指すと発表。
2011年3月22日、当初2011年末に戦力化予定だったK2戦車のパワーパック開発が遅れているため、2012年末、K2戦力化にあたって第1次量産車100両に対して輸入パワーパックを搭載する方向を検討し、総導入数についても当初600両超だったものを約200両程度に修正した。これにより、パワーパックの完成予定時期については当初の2011年時点から2013年6月に延期した。
2012年3月30日、1280億ウォンを投資した国産パワーパックが試験評価において問題が発生、冷却ファン速度制御、低温時最大出力、加速性能など3項目で軍の要求性能を満たさない事が明らかとなり、同年4月2日に第56回防衛事業推進委員会において第1次量産100両についてドイツ製パワーパック（MTU製エンジン＋RENK製トランスミッションのユーロパワーパック）の搭載を決定した。ドイツ製パワーパックの試験評価期間を考慮し、K2戦車の戦力化は2014年に延期となる。ただし、K2戦車第2次量産分から国産パワーパックを搭載できるよう、現在進行中の運用試験と耐久度試験は継続する事もあわせて決定された。
2013年6月18日、韓国防衛事業庁は国防委員会の業務報告において、国産パワーパックの問題で中断されているK2戦車について、同年11月から翌年2月までにK2初期量産ロット13両の性能試験を行い、結果を2014年9月の国会に報告して戦力化するかどうかを決定すると発表した。
2014年9月4日、3回の開発期間延長を経て国産パワーパックが完成したと報道され、同年12月、第2次量産契約を締結、2017年までに納品完了するとされた。
しかしながら、2016年、国産パワーパックのエンジン部について3月から6月の間実施された400時間のエンジン耐久試験は問題なく完了したものの、トランスミッション部の耐久試験において各種の不具合が発生、不具合解消が難航し計画が大きく遅延した。
また、変速装置(Range Pack)のC1クラッチ圧力低下不具合の際、通常は不具合の原因究明のためドイツ製各コンポーネントを封印しドイツに返送、ドイツのメーカーにて封印を解除して原因究明をするところ、S&T社はK2第2次量産車戦力化の期限が迫る事から無断で封印を解いて整備を実施した。これによりC1クラッチ固定用ボルトヘッド部位が損傷した事実を確認し、それを固定した後テストしたところ正常に作動する事を確認した。2017年4月、欠陥を調査する過程で、欠陥の原因がドイツZF社の部品にあるとして、ドイツに部品を送り返さずに無断で封印を破って調査していたことが判明し、無断整備が問題視された
2017年、国産パワーパックの耐久試験において9600km無整備走行試験を実施したが、7359km時点で本トランスミッションで使用されているドイツ製ボルトが破断、試験に失敗した。
2018年2月、防衛事業推進委員会は第2次量産車に対し、韓国国産エンジンである斗山インフラコア製DV27KエンジンとドイツRENK製HSWL 295TMトランスミッションの混合パワーパックを適用する事を決定した。2014に量産契約を締結し2017年納品完了する計画だったものの、本トランスミッションが耐久試験を突破せず、2年以上量産が停止している事を受けての措置。
2020年2月12日、SNT労組より、パワーパックの要求仕様について、「9600km無整備走行」は妥当性が無く不合理であるとして要求を緩和するよう要求。
2020年12月22日、K2戦車第3次量産契約を締結。K2第3次量産車についても韓国斗山インフラコア製エンジンとドイツRENK製トランスミッションの混合パワーパックとなる。これは3次量産のための変速機耐久試験において、基準緩和がなされない事に懸念を示して不参加であったことに加え、これについて軍とSNTダイナミクス社が協議しているさ中、ドイツRENK社が「2020年12月末までに契約を締結できない場合、今後のトランスミッション供給が困難となる」と通告したため、国産トランスミッションの追加試験に失敗した時の代替手段が喪われると判断された事が要因である
2021年3月8日、トルコとの間で、アルタイ戦車用に斗山インフラコア製DV27KエンジンとSNTダイナミクス製EST15Kトランスミッションを供給する合意を締結。
2021年6月、SNTダイナミクスはトルコへの供給のため、変速制御装置(TCU)、変速装置(Range Pack)、静油圧ステアリング装置(HSU)、流体減速機、制動装置など、これまで一部の海外輸入に依存した部品を100％完全国産化に成功。
2021年12月6日、SNT Dynamicsは本トランスミッションの欠陥に関する技術的な問題を解決し、2022年上半期にの国防部の変速機耐久性検査をパスできる見込みであり、K2戦車第4次量産に対応可能としたと発表した
2022年5月13日、本トランスミッションのアルタイ戦車へのインテグレーション試験を開始
2022年9月23日、アルタイ戦車に韓国製パワーパックを搭載・統合する為の非常に多くのテストがほぼ完了し、テスト結果をフィードバックした修正を実施し、量産型アルタイ戦車の初期ロットに搭載する契約が締結され次第供給が開始されることが発表された。
2023年1月9日、トルコのエルドアン大統領はアルタイ戦車用パワーパックに斗山インフラコア製DV27KディーゼルエンジンとSNTダイナミクス EST15Kトランスミッションからなる韓国製パワーパックを選定と発表。
2023年1月30日、韓国SNTダイナミクス社と主契約者BMCとの間で、アルタイ戦車用トランスミッションの輸出に関する契約を締結。契約規模は2億ユーロ。契約実施までの間、アルタイ戦車に本トランスミッションを搭載した8カ月のテストを実施していた。テストにおいては1日あたり約200kmの不整地走行や、前・後進加速性能、最高速度、制動距離、旋回性能、縦・横傾斜地登板試験に加え、気温40度を超えるトルコ国内の軍用戦車試験場において、高温、砂塵、未舗装の環境下3800km連続走行試験を実施して各評価試験項目を実施しパスした。また契約には2028～2030年の間に1億3090万ユーロ規模の追加購入のオプション条項が含まれる。フィールドテストは2025年まで継続された。
なお、当該契約にて供給されるEST15Kトランスミッションは90基であり、150基追加調達のオプション条項を含む。
2023年5月25日、韓国防衛事業庁は第154回防衛事業推進委員会において、K2戦車4次量産計画案を承認、2024年から2028年まで1兆9千400億ウォンをかけ、K2戦車150両を調達する事を決定した。この中で、K2戦車のパワーパックを完全に国産化し、EST15Kトランスミッションを採用を検討しており、同トランスミッションが政府主導の公式試験評価で合格すれば採用となる。検査には3200キロ走行試験、320時間耐久検査を含め3～4カ月必要となる。
同6月1日、防衛事業庁はトランスミッションの公式試験評価について、アルタイ戦車量産型用として製造された輸出用パワーパックに対して試験を実施し、2024年10月までに第4次量産車への国産トランスミッション搭載の可否を決定すると発表した。
この際、韓国国会の国防委員会において政府当局は「過去の試験における既存トランスミッションに問題があり試験評価を通過できなかったため、部品一つ一つまで新たに新造したトランスミッションで試験評価を行う」「トランスミッション用ボルト・ナット等の部品は一般的な製品とは異なる品質を要求され、本試験においては必ずしも新造品で試験評価をしなければならないという規定はないが、K2戦車第2次量産事業時にトランスミッションに問題があったため、新造部品・装置でテストを行いたい」方針を通知した。これに対して製造業者であるSNTダイナミクスは「過去のトランスミッションと今回の試験用の新型トランスミッションにおいて、同一設計かつ同一部品の部分まで一つ一つこれから新造して準備するのは不合理であり、必要とする製造時間と費用が過大になる。この要求では、試験用トランスミッションの製造には1年以上かかってしまう」旨の抗議が行われた。
2023年10月17日からのADEX 2023において、SNTダイナミクス社は詳細仕様策定中のポーランド軍向けK2PL戦車に、EST15Kトランスミッションを搭載した韓国製パワーパックを提案
2024年、4〜7月に行った耐久試験で無整備無故障で306時間9200km走行時点でブレード故障にて試験中止、要求性能320時間9600kmに14時間400km及ばず、達成比96％で試験中断となった。上記要求は「製造から退役まで一度も故障しない」事を前提とした数値でドイツ製トランスミッションでも未達成であるが、今回の耐久度検査結果と関連機関の意見などを総合的に検討し防衛装備庁が最終的な判断を下すものとした。
2024年10月24日、防衛事業庁の「第164回防衛事業推進委員会」において、上記試験結果を考慮し、メーカーが提案した追加品質保証対策を適用する事を条件に、K2戦車第4次量産車用パワーパックとして採用を決定した。

## 搭載車両
韓国
- K2戦車第4次量産車…150両[55]

 トルコ
- アルタイ（T.1ロット）…90両＋（トルコ国産BATUパワーパックの開発状況により変動）[42][4][7][5]